# Der kickende Müllmann
Der kickende Müllmann ist eine unter Regie von Tim Kelleher entstandene Komödie aus dem Jahre 1998.

## Handlung
Barney Gorman, ein Müllmann in Philadelphia, hat einen Sohn, Danny, dem der Beruf seines Vaters peinlich ist. Barney erweist sich zufällig als Sporttalent. Ein Talentsucher entdeckt ihn und bietet einen Vertrag mit der Footballmannschaft Philadelphia Eagles an. Der Besitzer der Mannschaft hofft auf die öffentliche Wirkung, die dadurch entsteht, dass er einem Müllmann die Chance gibt.
Barney wird im Team zuerst schief angeschaut. Er hilft gleich beim ersten Spiel, es zu gewinnen.
Der frühere Müllmann verdient bei den Philadelphia Eagles viel Geld, aber seine Freunde und seine Familie wenden sich von ihm ab. Er spielt daraufhin schlechter, wird gefeuert, versöhnt sich mit der Familie und wird wieder bei den Philadelphia Eagles eingestellt.

## Kritiken
- TV Tele: „Klischeebeladen, aber nett“[1]

## Drehorte
Die Komödie wurde in Toronto und in Hamilton, Ontario gedreht.